# Carretera de Nebraska 56
La carretera de Nebraska 56, abreviada NE 56 (en inglés: Nebraska Highway 56) es una carretera estatal estadounidense ubicada en el estado de Nebraska. La carretera inicia en el Oeste desde la US 281  sur de Greeley hacia el Este en la NE 39  oeste de St. Edward. La carretera tiene una longitud de 56,8 km (35.28 mi).

## Mantenimiento
Al igual que las autopistas interestatales, y las rutas federales y el resto de carreteras estatales, la Carretera de Nebraska 56 es administrada y mantenida por el Departamento de Carreteras de Nebraska por sus siglas en inglés NDOR.

## Cruces
La carretera de Nebraska 56 es atravesada principalmente por la  NE 52  en Cedar Rapids.